# Omalisus minutus
Omalisus minutus is een keversoort uit de familie kasteelkevers (Omalisidae). De wetenschappelijke naam van de soort werd in 1938 gepubliceerd door Maurice Pic.